# Rebeka (powieść)
Rebeka (tytuł oryg. Rebecca) – wydana w 1938 powieść autorstwa brytyjskiej pisarki Daphne du Maurier. Powieść tę, która błyskawicznie stała się bestsellerem, uznaje się za jedno z najlepszych dzieł du Maurier.

## Opis fabuły
Powieść jest napisana w pierwszej osobie. Nieznana z imienia narratorka opisuje wydarzenia, które zaszły, gdy była młodą dziewczyną. Pracując jako dama do towarzystwa bogatej Amerykanki, pani van Hopper, znalazła się w Monte Carlo, gdzie poznała Maxima de Wintera i poślubiła go po krótkiej znajomości. Wkrótce nowożeńcy wyjechali do angielskiej posiadłości de Wintera, Manderley.
Przybywszy do Manderley nowa pani de Winter, osoba nieśmiała i trapiona niską samooceną, czuła się przytłoczona wspaniałością posiadłości, jak również wspomnieniami o pierwszej żonie Maxima, Rebece, wyzierającymi z każdego kąta. Rebeka, choć zginęła w wypadku na morzu, wciąż żyła w pamięci domowników i gości Manderley. Szczególnie pieczołowicie pamięć o Rebece podsycała gospodyni, pani Danvers, uwielbiająca zmarłą panią de Winter i wykorzystująca każdą okazję, by wytknąć nieśmiałej nowicjuszce, jak perfekcyjna była jej poprzedniczka. Stopniowo druga pani de Winter doszła do wniosku, że jej mąż musi wciąż kochać idealną Rebekę, nie zaś ją.

## Adaptacje
Rebekę sfilmowano kilkakrotnie. Najsłynniejszą z adaptacji jest ta dokonana przez Alfreda Hitchcocka w 1940 roku, z Laurence'em Olivierem jako Maximem, Judith Anderson jako panią Danvers i Joan Fontaine w roli drugiej pani de Winter. Film, pierwsza amerykańska produkcja Hitchcocka, zdobył Oscara.
Rebekę przenoszono także na deski teatralne. Pierwszej adaptacji dokonała sama du Maurier, jej sztukę wystawiono w 1940 w Londynie z dużym powodzeniem. 
28 września 2006 roku we wiedeńskim Raimund Theater odbyła się premiera musicalu  Rebecca, autorstwa Michaela Kunze i Sylvestra Levay. W roli Maxima de Winter wystąpił Uwe Kröger, drugą panią de Winter zagrała Wietske van Tongeren, a panią Danvers Susan Rigvava-Dumas. Spektakl cieszył się dużym powodzeniem, z afisza zszedł zaś 30 grudnia 2008.